# Dunnsville
Dunnsville is een spookdorp in de regio Goldfields-Esperance in West-Australië.
In 1894 vond John Dunn - of volgens sommige bronnen zijn kamelendrijver Conick Mahomet - enorme hoeveelheden bovengronds goud. Dunn arriveerde met 85 kilogram goud in Coolgardie om zijn vondst te registreren. Er ontstond onmiddellijk een goldrush. Toen hij terugkeerde naar de vindplaats was een zeshonderdtal goudzoekers in de omgeving goud aan het zoeken. Dunn werd met geweld geconfronteerd toen hij zijn recht wilde laten gelden. Hij diende naar Coolgardie terug te keren om de politie erbij te halen.
Het syndicaat waarvoor Dunn werkte, met onder meer de gebroeders John en Alexander Forrest, begon met de ontwikkeling van de Wealth of Nations-goudmijn. De goudmijn werd naar de Londense beurs gebracht maar het ondergrondse goud bleek van te lage kwaliteit om winst te maken. De mijn werd verlaten. In 1897 werd het dorp Dunnsville er officieel gesticht. Het werd naar John Dunn vernoemd. In 1898 had het 67 inwoners, 60 mannen en 7 vrouwen. Er was toen een hotel, een beenhouwer en een winkel actief.
Begin jaren 1930 heropende de 'Goldfields Development Company' de Wealth-of-Nations-goudmijn. In 1949 zou er nog een rijke goudvondst hebben plaatsgevonden.
Dunnsville maakt deel uit van het lokale bestuursgebied (LGA) Shire of Coolgardie. Het ligt 604 kilometer ten oostnoordoosten van de West-Australische hoofdstad Perth, 148 kilometer ten zuidwesten van het aan de Goldfields Highway gelegen Menzies en 46 kilometer ten noordwesten van het aan de Great Eastern Highway gelegen Coolgardie, de hoofdplaats van het lokale bestuursgebied waarvan het deel uitmaakt.
Dunnsville kent een warm steppeklimaat, BSh volgens de klimaatclassificatie van Köppen.
Agnew · Balagundi · Balgarri · Bardoc · Beria · Black Flag · Bonnie Vale · Boorara · Boulder · Broad Arrow · Buldania · Bullabulling · Bulong · Burbanks · Burtville · Callion · Cascade · Comet Vale · Condingup · Coolgardie · Coonana · Cosmo Newbery · Cundeelee · Dalyup · Davyhurst · Duketon · Dundas · Dunnsville · Esperance · Eucla · Eulaminna · Euro · Feysville · Forrest · Gibson · Gindalbie · Golden Ridge · Goongarrie · Grass Patch · Gudarra · Gwalia · Higginsville · Hopetoun · Israelite Bay · Jerdacuttup · Kalgoorlie · Kambalda · Kambalda West · Kanowna · Kathleen · Kintore · Kookynie · Kurnalpi · Kunanalling · Kundana · Kurrajong · Kurrawang · Lakewood · Laverton · Lawlers · Leinster · Leonara · Linden · Londonderry · Loongana · Malcolm · Menzies · Mertondale · Mount Burges · Mount Ida · Mount Margaret · Mount Morgans · Mulgarrie · Mulwarrie · Mulline · Mungari · Munglinup · Murrin Murrin · Niagara · Norseman · Ora Banda · Princess Royal · Ravensthorpe · Rawlinna · Salmon Gums · Scaddan · Sir Samuel · Tampa · Vivien · Warburton · Waverley · Widgiemooltha · Windanya · Wingellina · Woodarra · Yarri · Yerilla · Yunndaga · Yundamindera · Zanthus